# Instituto de Letras da Universidade Federal da Bahia
Instituto de Letras da Universidade Federal da Bahia (ILUFBA) é uma unidade acadêmica da mesma instituição, sediada em prédio próprio, onde se encontram os cursos de graduação e pós-graduação na área de Letras. Sua diretora atual (gestão 2019-2022) é a Professora Fernanda Almeida Vita, tendo como vice-diretora a Professora Alvanita Almeida Santos.
A história dos cursos de Letras no estado da Bahia começou em 1941, com a criação da Faculdade de Filosofia da Bahia, uma iniciativa da Liga de Educação Cívica, tendo como principal idealizador, o professor Isaías Alves. Inicialmente, a Faculdade funcionava na praça da Piedade, numa sede provisória cedida pela escola de Ciências Econômicas. Em 1944, no entanto, instalou-se em prédio próprio, na Avenida Joana Angélica, 183.
Em 1946, a Faculdade de Filosofia passou a fazer parte da recém-fundada Universidade Federal da Bahia.
Com pouco mais de 20 anos, em 1968, Letras obteve sua independência, com a criação do Instituto de Letras. Suas instalações, entretanto, continuaram no bairro de Nazaré, na antiga sede da Faculdade de Filosofia, até 1986, quando se transferiu, provisoriamente, para as dependências da Biblioteca Central da UFBA. Em 1991, sua nova sede foi finalmente inaugurada, no Campus Universitário de Ondina.